# Universidad Autónoma del Carmen
La Universidad Autónoma del Carmen (UNACAR) es una universidad pública mexicana ubicada en el municipio del Carmen, en el estado de Campeche. Fue fundada en 1967 y actualmente ofrece una amplia gama de programas de licenciatura, posgrado y educación continua, así como educación continua.
La UNACAR tiene una matrícula aproximada de 3.500 estudiantes y cuenta con cinco campus distribuidos en el municipio del Carmen. La universidad ofrece una amplia gama de programas de licenciatura, posgrado y educación continua en las áreas de ciencias, humanidades, ciencias sociales, ingeniería y tecnología.
La UNACAR es una importante institución de educación superior en el estado de Campeche. La universidad contribuye al desarrollo económico, social y cultural de la región a través de la formación de profesionales calificados y la generación de conocimiento.

## Historia
La Universidad Autónoma del Carmen (UNACAR) tiene sus antecedentes en el Liceo Carmelita, el cual abrió sus puertas por primera vez el 15 de marzo de 1854. Se invitó para dirigirlo al educador italiano Don Honorato Ignacio Magaloni, quien dejó su país para trasladarse a Nueva York, Villahermosa, Mérida, Campeche y finalmente en la Villa del Carmen. La escuela tuvo una corta duración y cerró en 1856.
El 5 de marzo de 1858 se creó por decreto de la Junta Gobernativa del Distrito de la Isla del Carmen, la Junta Directiva del Liceo Carmelita, a través de la cual volvió a establecerse el plantel educativo con escuela primaria y secundaria, reabriendo sus puertas a la niñez y juventud isleñas el primero de junio de 1858. Es en este momento que el Liceo inició un "verdadero proceso de consolidación a través de dramáticas luchas que en medio de la inestabilidad económica y política del país aterrizaron en tiempos cada vez más promisorios".
El Liceo fue clausurado una vez más el 25 de abril de 1863 por Pablo García y Montilla, quien se ostentaba gobernador del Estado de Campeche. Así permaneció hasta fines de mayo de 1867, a la caída del imperio de Maximiliano, fecha en que reabrió sus puertas.
El Liceo siempre estuvo atento a los cambios en la educación, adaptándose a fin de mantenerse al día. Su plan de estudios para la enseñanza secundaria de tres años incluía las siguientes materias: perfección del idioma castellano, perfección de aritmética, latín, filosofía, geometría, francés, inglés, teneduría de libros, historia, mecánica y física. Al alumno que egresaba se le extendía el título de profesor en ciencias.
En 1876, el Liceo Carmelita dio un nuevo giro a su sistema educativo, comenzando a vivir una nueva etapa de mayores y mejores proporciones. Viendo el Gobierno del Estado, entonces encabezado por Joaquín Baranda, que la institución mantenía una estabilidad firme y decidida, optó por decreto concederle la oportunidad de contar con enseñanza preparatoria en sus cuatro primeros cursos, supeditado su plan de estudios al que estaba vigente en el Instituto Campechano. Los cursos fueron inaugurados el primero de abril de 1876.
Hacia 1889, en virtud de un nuevo decreto estatal, se estableció en el plantel isleño el quinto y sexto grado para completar el bachillerato.
En 1910 ocurrió un acontecimiento igualmente trascendental en la vida del Liceo Carmelita. El Gobierno del Estado autorizó al director a adquirir un edificio casa-habitación, para que fuese la sede permanente de la Institución. Esta se encuentra ubicada, hasta nuestros días, en el Barrio del Guanal.
Al terminar la primera década del siglo XX, el centro educativo que nos ocupa había formado cerca de medio centenar de profesionales en diversas áreas y más de 200 comerciantes e industriales. Entre 1933 y 1944, el plantel alcanzó una dimensión educativa sin precedentes. Los alumnos que egresaban de sus aulas eran recibidos sin obstáculos en las universidades del país donde continuaban su formación.
El 13 de junio de 1967, a iniciativa del entonces gobernador del Estado de Campeche José Ortiz Ávila, se constituyó la Universidad del Carmen, recibiendo del Nuevo Liceo Carmelita su patrimonio físico, histórico y cultural.

### Rectores
| Dr. Sebastián Rodríguez Ramos          | 01/07/1967 - 30/07/1971 |
| Prof. Elisauro López Flores            | 30/07/1971 - 31/08/1975 |
| Prof. Elisauro López Flores            | 01/09/1975 - 31/08/1979 |
| Prof. Elisauro López Flores            | 01/09/1979 - 12/04/1983 |
| Dr. José Manuel Pérez Gutiérrez        | 13/04/1983 - 31/08/1983 |
| Dr. Raúl Remigio Cetina Rosado         | 07/09/1983 - 31/10/1985 |
| C.P. Carlos Alberto Rafful Miguel      | 01/11/1985 - 15/12/1985 |
| Dr. Raúl Remigio Cetina Rosado         | 16/12/1985 - 15/01/1986 |
| C.P. Carlos Alberto Rafful Miguel      | 17/01/1986 - 11/10/1986 |
| Dra. María del Socorro Quiroga Aguilar | 14/10/1986 - 27/08/1987 |
| Ing. y Lic. Pedro Ocampo Calderón      | 27/08/1987 - 18/10/1989 |
| Dr. Luis Alberto Fuentes Mena          | 19/10/1989 - 31/01/1992 |
| Ing. Eduardo del C. Reyes Sánchez      | 31/01/1992 - 30/01/1996 |
| Ing. Eduardo del C. Reyes Sánchez      | 31/01/1996 - 30/01/2000 |
| Ing. Eduardo del C. Reyes Sánchez      | 31/01/2000 - 15/12/2000 |
| C.P. José Nicolás Novelo Nobles        | 15/12/2000 - 31/07/2004 |
| C.P. José Nicolás Novelo Nobles        | 01/08/2004 - 31/07/2008 |
| Mtro. Sergio Augusto López Peña        | 01/08/2008 - 31/07/2012 |
| Mtro. Sergio Augusto López Peña        | 01/08/2012 - 28/08/2013 |
| Dr. José Antonio Ruz Hernández         | 28/08/2013 - 31/07/2017 |
| Dr. José Antonio Ruz Hernández         | 01/08/2017 - 31/08/2021 |
| Dr. José Antonio Ruz Hernández         | 01/09/2021 - 21/11/2022 |
| Dra. Sandra Martha Laffon Leal         | 21/11/2022 - Actual     |

La primera rectora fue María del Socorro Quiroga Aguilar, siendo la primera rectora de una IES en el Estado de Campeche en el año 1986. El rector que menos duró en el cargo fue Carlos Alberto Rafful Miguel. José Manuel Pérez Gutiérrez terminó el período de Elisauro López Flores.
Solamente tres rectores llegaron a un tercer período consecutivo sin concluirlo: Elisauro López Flores, Eduardo del C. Reyes Sánchez y José A. Ruz Hernández. 

## Oferta educativa

### Educación media superior
Escuela Preparatoria Diurna Campus II
- Bachillerato General

Campus Sabancuy
- Bachillerato General

### Educación superior
Facultad de Ingeniería y Tecnología
- Ingeniería Civil
- Ingeniería Mecatrónica
- Ingeniería Mecánica
- Arquitectura Sustentable
- Ingeniería en Energía
- Ingeniería en Geofísica

Facultad de Ciencias de la Salud
- Lic. en Medicina
- Lic. en Enfermería
- Lic. en Educación Física y Deporte
- Lic. en Nutrición
- Lic. en Psicología Clínica
- Lic. en Fisioterapia

Facultad de Ciencias Naturales
- Lic. Biología Marina

Facultad de Ciencias Químicas y Petroleras
- Ingeniería Química
- Ingeniería Petrolera
- Ingeniería Geológica

Facultad de Ciencias de la Información
- Ingeniería en Sistemas Computacionales
- Ingeniería en Computación
- Ingeniería en Diseño Multimedia

Facultad de Ciencias Educativas y Humanidades
- Lic. en Educación
- Lic. en Lengua Inglesa
- Lic. en Comunicación y Gestión Cultural

Facultad de Ciencias Económicas Administrativas
- Lic. en Administración de Empresas
- Lic. en Contaduría
- Lic. en Administración Turística
- Lic. en Mercadotecnia
- Lic. en Negocios Internacionales

Facultad de Derecho
- Lic. en Derecho
- Lic. en Criminología y Criminalística

Educación a distancia
- Lic. en Administración de Empresas
- Lic. en Contaduría
- Lic. en Administración Turística
- Lic. en Tecnología de la Información

### Especialidad
Facultad de Ciencias de la Salud
- Especialidad en Gestión de Servicios de Alimentación a Colectividades

### Posgrado
Facultad de Ciencias Económicas y Administrativas
- Maestría en Administración Integral de Negocios

Facultad de Ciencias Naturales
- Maestría en Ciencias en Restauración Ecológica

Facultad de Ciencias Educativas
- Maestría en Innovación y Prácticas Educativas

Facultad de Ciencias de la Salud
- Maestría en Enfermería

Facultad de Ciencias de la Información
- Maestría en Tecnologías de Información Emergentes

Facultad de Química
- Maestría en Ciencias Ambientales

Facultad de Ingeniería
- Maestría en Materiales y Energía
- Maestría en Ingeniería Mecatrónica
- Doctorado en Ciencias de la Ingeniería

## Infraestructura
La Universidad Autónoma del Carmen (UNACAR) cuenta con tres campus ubicados en la ciudad de Carmen, Campeche, México.

### Campus I
- El Campus I es el principal campus de la UNACAR y está ubicado en la Avenida 31, una de las principales vialidades de la ciudad. En este campus se encuentran 5 de las 8 facultades del nivel superior de la universidad.

Facultades:
- Facultad de Química
- Facultad de Ciencias de la Información
- Facultad de Ciencias Educativas y Humanidades
- Facultad de Ciencias Económicas y Administrativas
- Facultad de Derecho

Otros edificios:
- Rectoría
- Centro de Vinculación Universitaria
- Centro de Idiomas
- Aula Magna
- Biblioteca Central
- Extensión Universitaria
- Gimnasio Universitario
- Estadio Resurgimiento.
- Plaza Cultural Universitaria

### Campus II
- El Campus II se encuentra ubicado cerca de una importante zona comercial de la ciudad. En este campus se imparte la educación del nivel medio superior o bachillerato.  Infraestructura del Campus II
  - Área de salones
  - Auditorio
  - Centro de Desarrollo Estudiantil (CEDES)
  - Biblioteca "Dr. Armando M. Sandoval Caldera"
  - Centro de Cómputo
  - Polideportivo de la UNACAR
    - Alberca olímpica
    - Canchas de baloncesto, voleibol y áreas recreativas
    - Estadio Olímpico de la Unidad Deportiva Campus II
    - Gimnasio

### Campus III
- El Campus III está ubicado a las afueras de la zona urbana, en la carretera hacia Campeche. En este campus se encuentran 3 facultades o dependencias académicas de la UNACAR en dos edificios de última generación.  Facultades y dependencias del Campus III
  - Facultad de Ciencias de la Salud
  - Facultad de Ciencias Naturales
  - Facultad de Ingeniería

### Campus IV Sabancuy: Preparatoria Manuel J. García Pinto
- La Escuela Preparatoria "Manuel J. García Pinto" es una institución de educación media superior perteneciente a la Universidad Autónoma del Carmen (UNACAR). Se encuentra ubicada en la Villa de Sabancuy, municipio de Carmen, Campeche, México. La preparatoria fue fundada en 1990 para atender la demanda de educación media superior en la región. Inicialmente solo contaba con dos grados, pero en 1995 se convirtió en una preparatoria terminal. En 1999 se trasladó a su sede actual, un campus construido específicamente para la institución.  La preparatoria ofrece un bachillerato general basado en competencias, con capacitación para el trabajo. Su población estudiantil está compuesta principalmente por jóvenes de escasos recursos económicos, hijos de campesinos o pescadores.  En el contexto de las políticas nacionales en materia de educación, la UNACAR ha rediseñado su modelo educativo para atender las exigencias de la RIEMS (Reforma Integral de la Educación Media Superior). El nuevo modelo educativo, denominado Acalán, está centrado en el aprendizaje del alumno y se basa en competencias.

### Otras instalaciones de la UNACAR
- Villa Universitaria
- Jardín Botánico (Centro de Investigación de Ciencias Ambientales)
- Centro de Excelencia de Investigación en Servicios Petroleros y Protección Ambiental (CEISPPA)
- Laboratorio de Pruebas de Control de Calidad
- Centro de Vinculación Universitaria
- Centro Cultural Universitario
- Biblioteca Principal
- Centro de Idiomas
- Baby Delfín I y II
- Campus Sabancuy
- Unidad de Educación a Distancia de Hecelchakán
- Unidad de Educación a Distancia de Xpujil
- SUTUNACAR
- Liceo Carmelita y Museo Universitario "Guanal"
- Radio Universidad Delfín
- Centro de Innovación y Liderazgo
- Estación biológica San José del Este
- Campamento Tortuguero "La Escollera"

## Escudo

### Significado.

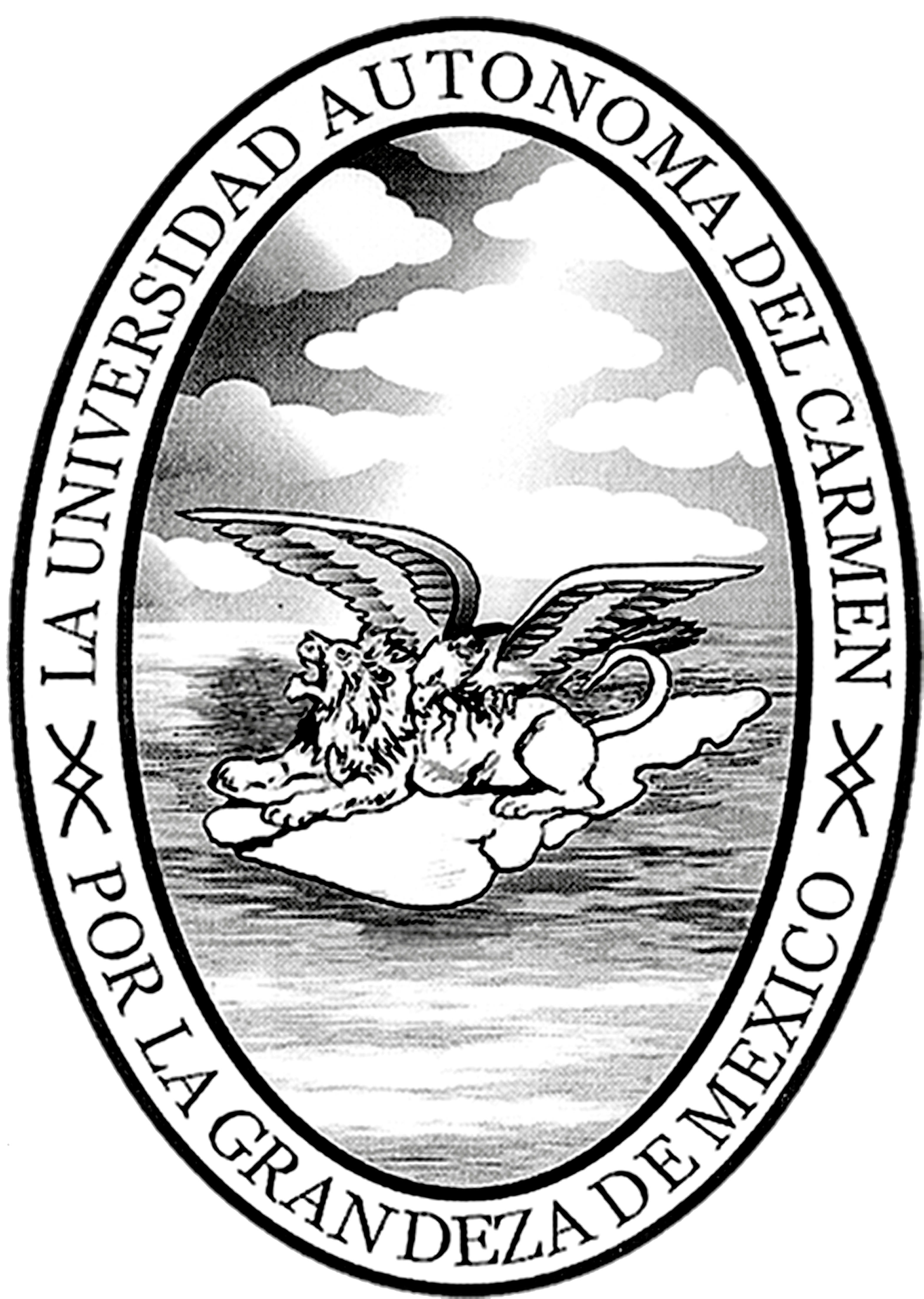
Escudo UNACAR

Según la mayoría de los autores que se han ocupado del tema, basados en el momento histórico que se vivía (la recién lograda independencia, en 1821), y en el insistente rumor que corría en el sentido que los españoles intentarían reconquistar México, el escudo tiene el siguiente significado.
La unión de la Laguna (como también era conocida y nombrada Carmen) con Yucatán y ambas por la República Mexicana, representada por el águila, para expulsar a España, el león, si intentase sojuzgar nuevamente a la nación. O sea que, podemos decir, el hecho de aparecer el león sobre una Isla, se debe al de querer representar que la del Carmen también es la República Mexicana y que la actitud de los naturales (el águila) siempre será de rechazo al invasor en cualquier parte del territorio nacional que se presentase.

### Otra interpretación.
Es de destacar que, aún cuando hay consenso entre los historiadores, otros, literatos, comentaristas y gente del pueblo, ha dado otras explicaciones en cuanto al significado del escudo.
Una interpretación diferente a la expresada anteriormente, la consigna y comenta la profesora María Magdalena Pacheco Blanco en un artículo publicado el 19 de noviembre de 1960 en el periódico oficial carmelita “El Lagunero”.
Refiere que hacía unos meses había llegado a la Isla un trío de literatos que recorría el país deteniéndose en las poblaciones que así lo ameritaban, cuyas descripciones hacían después y las publicaban en un folleto; por lo que toca al Carmen, dice que halló en el folleto de referencia la siguiente interpretación del escudo.
“Se interpreta el escudo diciendo que el león representa a los piratas que ocuparon la Isla, y el águila a los mexicanos que los arrojaron de ella”.
“Como la historia debe ser la narración de hechos verdaderos –continúa la profesora-, cabe decir que dicha interpretación es completamente equivocada, pues los piratas fueron arrojados de la Isla en 1717 por don Alonso Felipe de Andrade, Sargento Mayor de la Plaza de Campeche, y no había entonces ni un mexicano porque era la época colonial, y no fue sino hasta un siglo después cuando inició la independencia. Además nunca se ha representado a los piratas con un animal tan noble como el león; se le puede comparar con el chacal, la hiena y el tigre, pero el león representa a España como el águila representa a México”.
“Si en el escudo –prosigue- se ve que México quiere destruir a España, se debe únicamente a la fecha en que fue pintado el escudo, año de 1823, apenas dos años después de consumada la Independencia. En este año se sabía que Fernando VII, Rey de España, trataba de mandar una expedición para reconquistar a México; naturalmente todos estaban enardecidos y dispuestos a luchar contra el poder español, de aquí que se pintara el águila destrozando las entrañas del león hispano”.
Hasta allí con el texto de la profesora Pacheco Blanco y, respecto al tema, de hecho coincidimos con ella en sus rectificaciones a la versión de los literatos que seguramente vieron el escudo que existe en la parte posterior del monumento a la Bandera y le prestaron más atención, además que escucharon la versión que algún ciudadano despistado les dio del significado del escudo.
En lo que sí no estoy de acuerdo con la profesora es en el hecho que ella afirma que el escudo fue pintado en 1823. No tenemos documentos que prueben lo contrario, ni conocimiento que se haya pintado un escudo que fuera el oficial, pero resulta obvio que si la solicitud a México de que se enviase al Carmen copia certificada de su antiguo título de Villa, es de 1825, y el decreto en donde además de revalidar el título de Villa, pero ahora del Carmen, se le otorga el escudo, es de 1828, pues es lógico deducir que el escudo se pintó –y así se hizo- en el transcurso de esos años y no antes. Es más, debió pintarse o trazarse en el año de 1828, tras el decreto de Villa.

### El león representa a España no a los piratas.
La profesora Pacheco Blanco, una historiadora mexicana, afirma que el león representa al poder español, y que el águila, el poder mexicano. La imagen del águila devorando al león, por lo tanto, se puede interpretar como una representación de la victoria de México sobre España.
Esta interpretación es plausible, ya que en 1828, México era un país recién independizado de España. El ambiente antihispano era fuerte, y muchos mexicanos veían a España como un enemigo.
La profesora Pacheco Blanco también señala que la creación del escudo fue influenciada por el hecho de que España estaba tratando de reconquistar México. En 1823, Fernando VII, rey de España, envió una expedición para recuperar el control del país. Esta expedición fue derrotada, pero la amenaza de una reconquista española continuó durante varios años.
En 1828, cuando se creó el escudo, México todavía estaba en guerra con España. La ciudad de Carmen, ubicada en la costa del Golfo de México, era un objetivo estratégico para España.
Por lo tanto, es probable que la creación del escudo fuera una forma de expresar el patriotismo mexicano y la determinación de defender la independencia del país.

## Indicadores y estadística
La Universidad Autónoma del Carmen (UNACAR) se encuentra en un proceso de transformación para convertirse en una institución de educación superior de vanguardia. En este marco, la UNACAR busca consolidar su internacionalización, transformar sus herramientas con base en el uso de las Tecnologías de Información y Comunicación (TIC) y celebrar sus primeros 50 años de presencia académica en la región sursureste de México.
En el ciclo escolar 2020-2021, la UNACAR atendió a una población total de 9,123 estudiantes, distribuidos de la siguiente manera:
- Nivel medio superior: 2,365 estudiantes
- Nivel superior (licenciatura): 6,694 estudiantes
- Especialidad: 12 estudiantes
- Posgrado: 52 estudiantes

La distribución por género de los estudiantes inscritos en la institución es de 54.54% mujeres y 45.46% hombres.
La academia de la UNACAR se resume en dos escuelas preparatorias, siete facultades que ofertan 29 carreras profesionales y 5 posgrados de calidad reconocidas por el Consejo Nacional de Ciencia y Tecnología (CONACyT).
La planta docente de la UNACAR está compuesta por 229 maestros, de los cuales 142 (62%) son Profesores de Tiempo Completo. Para el año 2021, la UNACAR se distingue con 55 investigadores con el nombramiento de Investigador Nacional, 52 de los cuales son Profesores de Tiempo Completo de la plantilla docente y 3 profesores académicos de apoyo financiados por el programa de cátedras CONACyT. Los académicos de apoyo se encuentran colaborando en la Facultad de Ciencias Naturales.
La UNACAR cuenta con un total de 22 cuerpos académicos, 10 de los cuales están Consolidados y 12 en Consolidación.
La cultura de la calidad permeó en todos los niveles de la UNACAR. Las dos escuelas preparatorias cuentan con programas reconocidos por el Consejo para la Acreditación de la Educación Media Superior (COPEEMS). El 95% de los programas educativos de licenciatura cuentan con el Nivel 1 de los Comités Interinstitucionales para la Evaluación de la Educación Superior (CIEES) y el 85% están acreditados por el Consejo para la Acreditación de la Educación Superior (COPAES). Los cinco posgrados están reconocidos por el Programa Nacional de Posgrados de Calidad (PNPC) del CONACyT.
La matrícula total de estudiantes de la UNACAR es de calidad, ya que el 100% de los programas educativos evaluables desde el bachillerato hasta el posgrado se encuentran en los padrones de calidad correspondientes.

## Eslogan periodo rectoral 2022 - 2026

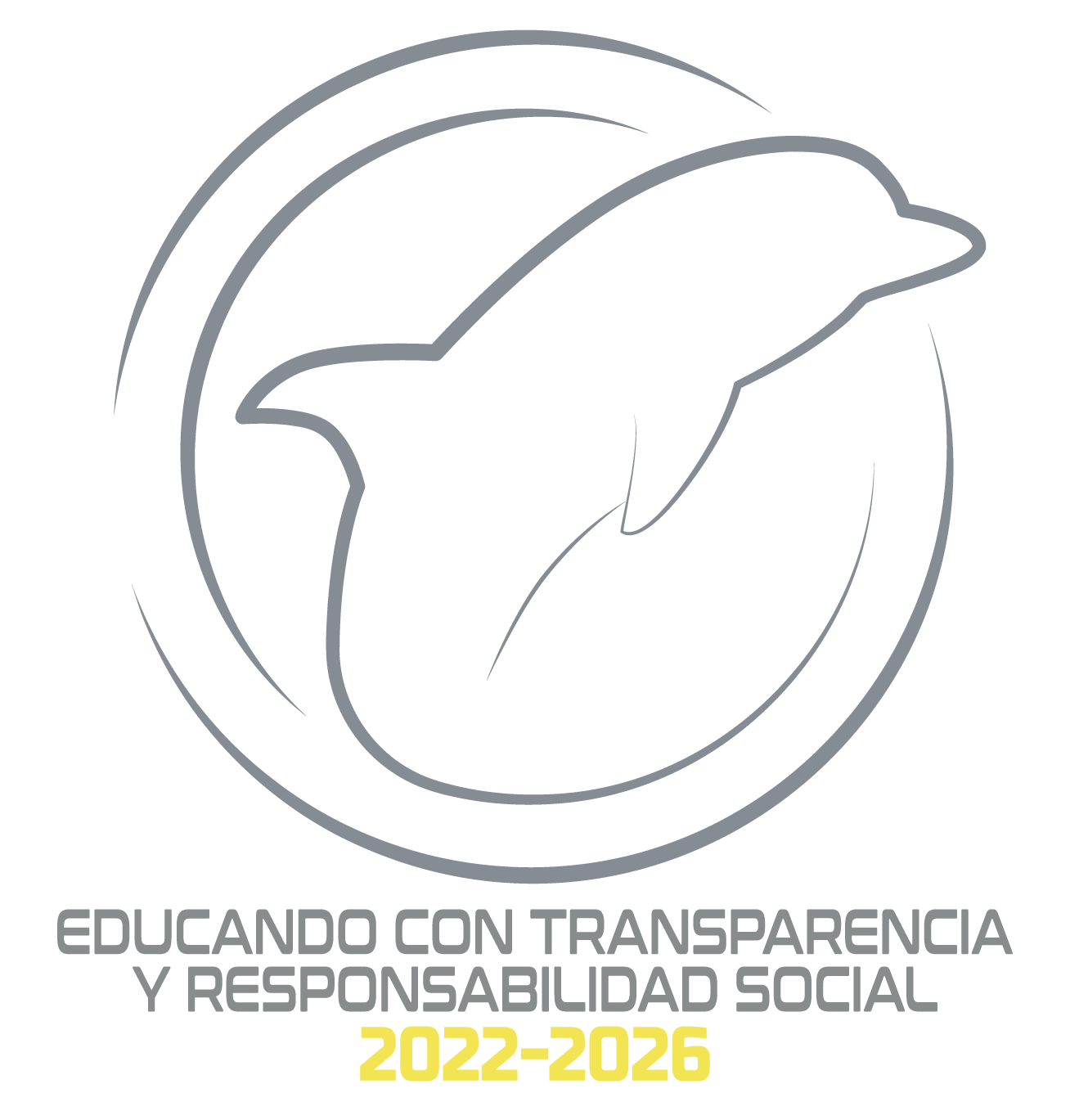
UNACAR 2022 - 2026

El delfín es la representación de la Universidad Autónoma del Carmen (UNACAR). Este animal marino es un símbolo de inteligencia, agilidad y adaptabilidad, cualidades que la institución busca inculcar en sus estudiantes. 
El círculo formado por las líneas grises que se enlazan con el delfín representa una lupa como símbolo de transparencia, compromiso y obligación que tendrán cada uno de los miembros de la UNACAR al dirigir a la universidad con responsabilidad social.

## Radio Delfín 88.9 XHUACC-FM
El Plan Rector de la Universidad Autónoma del Carmen Plan U2010 contemplaba en la estrategia del programa tres dirigido a la Extensión Universitaria que se debían emplear los medios de comunicación masiva al servicio de la didáctica, los programas académicos formales e informales en beneficio de las actividades y la imagen de la Universidad. Así como proporcionar educación a la comunidad en materia de salud, ecología, integración familiar, identidad lagunera, vivienda, empleo y alfabetización.
En el año 2001, la Dirección de Comunicación Social fue reestructurada y se le confió el manejo de la imagen y la información oficial de la Universidad y del rector a través de los medios externos. Gaceta Universitaria, radio y televisión se separaron para darle un giro de relaciones públicas.

Con el doctor José Manuel Pérez Gutiérrez, extinto ex coordinador de Extensión Universitaria y ex rector de la UNACAR, nació el departamento de Radio y Televisión. Esta área contaba con un editor de audio y video, un camarógrafo y una reportera, con la tarea primordial de difundir los programas, proyectos y acciones sustantivas de la institución.

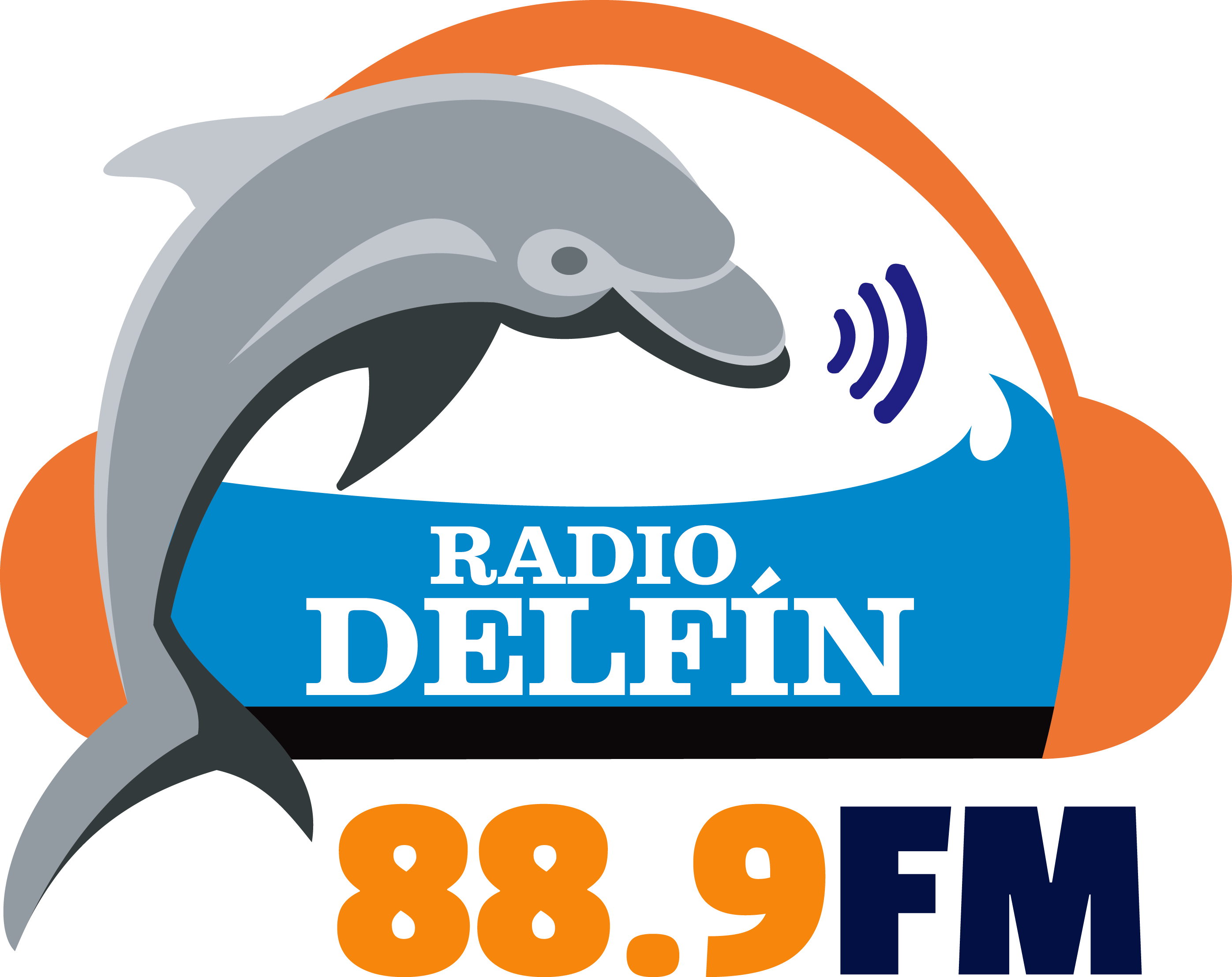
Logo RadioDelfin 88.9 UNACAR

 A la cabeza de este equipo se encontraba la licenciada Melenie Guzmán Ocampo, convirtiendo este departamento en una herramienta que la Dirección de Extensión Universitaria utilizaba para extender los beneficios del arte, la ciencia y la cultura a toda la población, valiéndose de los nuevos lenguajes que ofrece la tecnología de los medios de comunicación.
En el año 2004, la UNACAR solicitó a la Secretaría de Comunicaciones y Transportes el permiso correspondiente para operar una radio universitaria de carácter cultural. El 3 de febrero de 2006, el gobierno federal otorgó a la Universidad el permiso para operar la estación de radio en la frecuencia 88.9.
A partir de esa fecha, se iniciaron los trabajos de equipamiento de los recursos técnicos y humanos, así como las adecuaciones de las instalaciones del Liceo Carmelita, donde actualmente se ubica la radiodifusora.
El 12 de diciembre de 2006, a las 23:15 horas, se escucharon los primeros sonidos de Radio Delfín, la emisora de la Universidad Autónoma del Carmen. Las primeras notas fueron las del Himno Nacional Mexicano, seguido del Himno Universitario, la identificación de la emisora y la novena sinfonía de Ludwig van Beethoven.
La voz oficial para las identificaciones fue de Fátima Fonz Hernández, alumna de la licenciatura en artes escénicas, área actuación.
En ese momento histórico, las primeras ondas hertzianas de Radio Delfín surcaban los aires de la Laguna de Términos y empezaban a cubrir toda Ciudad del Carmen. Durante un mes, se realizaron los trabajos de prueba de transmisiones para medir el alcance y el funcionamiento de la señal. Con esto, se dio cumplimiento a los requisitos solicitados por la Comisión Federal de Telecomunicaciones.
Para el mes de diciembre de 2006, se había integrado el personal que trabajaría en la radio: Joel Adir Acuña Gálvez como jefe de Radio Delfin, Oscar Bulfrano Aguilar, como coordinador de información, Miguel Elías Ruiz, como productor, Rubén Alexander Sánchez Morales, como asistente de producción, Araceli Loeza Frías como locutora, Selenne Jiménez Sánchez, Beatriz López Herrera y Juan Agustín López Zapata como reporteros, Carlos Canepa de la Cruz, Manuel Chan Jiménez y Evelio Hernández Guzmán como operadores.
El que la UNACAR cuente con su propia estación de radio representa la oportunidad de extender a la comunidad en general la actividad que en el orden académico, cultural y deportivo se realiza en la institución.
Actualmente, Radio Delfín es una herramienta informativa, pedagógica y formativa que proyecta las actividades que la Universidad Autónoma del Carmen realiza en los ámbitos académico, cultural y deportivo, así como conocimientos humanísticos, artísticos, científicos y tecnológicos de interés que se produzcan en el ámbito estatal, nacional e internacional.

## Reconocimientos

### ReconocimientosANUIES TIC
La Universidad Autónoma del Carmen (UNACAR) ha recibido los siguientes reconocimientos de la Asociación Nacional de Universidades e Instituciones de Educación Superior (ANUIES) en el ámbito de las Tecnologías de la Información y la Comunicación (TIC):

#### 2018
- Categoría: Innovación administrativa mediante las TIC
  - Proyecto: Implementación de autoridad certificadora propietaria y Firma Electrónica Avanzada en el Sistema de Calificaciones: Caso de éxito de la Universidad Autónoma del Carmen.

#### 2019
- Categoría: Innovación de la gestión mediante las TIC
  - Proyecto: Sistema de Selección de Cursos en el proceso de reinscripción en la UNACAR.

#### 2020
- Categoría: Innovación de la gestión mediante las TIC
  - Proyecto: El ecosistema del Sistema Universitario Financiero (SUF) y su integración con la Firma Electrónica Avanzada para una gestión eficiente, eficaz y pertinente.

#### 2022
- Categoría: Innovación de la gestión mediante las TIC
  - Proyecto: Matriz de Indicadores de Resultados y su impacto en el mejoramiento de la gestión presupuestal y la planificación institucional: caso UNACAR.

#### 2023
- Categoría: Innovación de la gestión mediante las TIC
  - Proyecto: El ecosistema de servicios escolares de la UNACAR en apoyo a la trayectoria escolar del estudiante: de aspirante a titulado.

Menciones especiales

#### 2020
Categoría: Innovación de la gestión mediante las TIC:
- Proyecto: Implementación de la Bóveda Digital UNACAR utilizando la encriptación simétrica y asimétrica en los archivos digitales.

Categoría: Las TIC en la responsabilidad social:
- Proyecto: Programación con responsabilidad social universitaria en Radio Delfín.

#### 2021
- Categoría: Innovación de la gestión mediante las TIC
  - Proyecto: Sistema Universitario de preinscripción e inscripción en línea con integración a Bóveda UNACAR en apoyo al Plan de Continuidad Académica y Administrativa, de la Universidad Autónoma del Carmen.